# Elazığspor
Elazığspor este un club de fotbal din Elazığ, Turcia.

## Lotul actual
As of 10 February, 2015.
| Nr. |             | Poziție | Jucător              |
| --- | ----------- | ------- | -------------------- |
| 2   | Turcia      | F       | Ibrahim Koray Arslan |
| 4   | Turcia      | F       | Murat Sözgelmez      |
| 9   | Azerbaidjan | M       | Javid Imamverdiyev   |
| 10  | Argentina   | A       | Franco Cángele       |
| 11  | Turcia      | F       | Onur Güney           |
| 13  | Turcia      | M       | Zeki Korkmaz         |
| 14  | Turcia      | A       | David Deniz Kılınç   |
| 15  | Turcia      | A       | Atilla Yıldırım      |
| 16  | Mali        | M       | Hamidou Traore       |
| 17  | Belgia      | M       | Hakan Bilgiç         |
| 19  | Turcia      | A       | Noyan Öz             |

| Nr. |         | Poziție | Jucător                                |
| --- | ------- | ------- | -------------------------------------- |
| 22  | Turcia  | F       | İzzet Yıldırım                         |
| 23  | Turcia  | M       | Murat Kayalı                           |
| 24  | Turcia  | M       | Muhammed Ali Doğan                     |
| 28  | Turcia  | M       | Taner Yalçın                           |
| 33  | Turcia  | F       | Ümit Karaal                            |
| 35  | Turcia  | M       | Berk Yıldız (on loan from Galatasaray) |
| 61  | Turcia  | P       | Mücahit Atalay                         |
| 69  | Turcia  | F       | Murat Kalkan                           |
| 78  | Belarus | A       | Ihar Zyankovich                        |
| 88  | Turcia  | M       | Serdar Özbayraktar                     |
|     | Turcia  | F       | Kemal Tokak                            |

## Jucători notorii
| Argentina - Franco Cángele Brazilia - Fábio Bilica - Robson Carioca Camerun - Jean-Emmanuel Effa Owona - Hervé Tum Chile - Rodrigo Tello Egipt - Amr Zaki Anglia - Luke Moore - Jake Jervis Martinica - Julien Faubert Ghana - Richard Kingson Maroc - Youssouf Hadji | Olanda - Roland Alberg - Marvin Zeegelaar Senegal - Tidiane Sane - Pape Habib Sow Slovacia - Juraj Czinege - Ondrej Debnár - Miroslav König - Ľubomír Meszároš Spania - Vitolo Turcia - Hamit Ayden - Mehmet Ekși - Ersan Gülüm - Ulvi Güveneroğlu - Erhan Namlı |

## Antrenori
- Güvenç Kurtar (Oct 31, 2003–??)
- Erol Tok (Aug 22, 2007–Feb 19, 2008)
- Serafettin Tutas (Aug 29, 2008–??)
- Osman Özköylü (10 iunie 2010–Oct 10, 2011)
- Hüsnü Özkara (Oct 14, 2011–29 martie 2012)
- Bülent Uygun (30 martie 2012–Oct 8, 2012)
- Yılmaz Vural (Oct 10, 2012–20 mai 2013)
- Trond Sollied (24 iunie 2013–Oct 27, 2013)
- Okan Buruk (Oct 31, 2013–1?)
- Ümit Özat (Aug 8, 2014–)